# Mastigophorophyllon banarescui
Mastigophorophyllon banarescui är en mångfotingart som beskrevs av Ceuca 1976. Mastigophorophyllon banarescui ingår i släktet Mastigophorophyllon och familjen Mastigophorophyllidae. Inga underarter finns listade i Catalogue of Life.